# Michael Conlan
Michael Conlan (ur. 19 listopada 1991 w Belfaście) – irlandzki bokser kategorii muszej, brązowy medalista olimpijski.
Na co dzień trenuje w klubie St John Bosco Club w Belfaście pod okiem swojego ojca. Swój pierwszy tytuł bokserski zdobył mając 11 lat. Jest trzykrotnym mistrzem Irlandii w wadze muszej.
Podczas igrzysk olimpijskich w Londynie (2012) dotarł do półfinału, gdzie przegrał z Robeisy Ramírezem z Kuby. Conlan zdobył brązowy medal.